# Rio Guareí (vattendrag i Brasilien, Mato Grosso do Sul)
Rio Guareí är ett vattendrag i Brasilien.   Det ligger i delstaten Mato Grosso do Sul, i den södra delen av landet, 1 000 km sydväst om huvudstaden Brasília.
Omgivningarna runt Rio Guareí är huvudsakligen savann. Trakten runt Rio Guareí är nära nog obefolkad, med mindre än två invånare per kvadratkilometer.